# Marvin Zeegelaar
Marvin Zeegelaar (Ámsterdam, Países Bajos, 12 de agosto de 1990) es un futbolista neerlandés que juega de defensa. Actualmente se encuentra sin equipo. 

## Trayectoria
Zeegelaar procede de la cantera del Ajax Ámsterdam.
En el mercado de invierno de la temporada 2010-11 de la Eredivisie, Zeegelaar fue cedido al Excelsior Rotterdam hasta final de temporada.
En el verano de 2011 el RCD Espanyol anunció su contratación para una temporada.

## Clubes
| Club                        | País         | Año       |
| --------------------------- | ------------ | --------- |
| A. F. C. Ajax               | Países Bajos | 2009-2010 |
| S. B. V. Excelsior (cedido) | Países Bajos | 2011      |
| R. C. D. Espanyol "B"       | España       | 2011-2012 |
| Elazığspor                  | Turquía      | 2012-2014 |
| Blackpool F. C. (cedido)    | Inglaterra   | 2013      |
| Rio Ave F. C.               | Portugal     | 2014-2015 |
| Sporting de Lisboa          | Portugal     | 2016-2017 |
| Watford F. C.               | Inglaterra   | 2017-2020 |
| Udinese Calcio (cedido)     | Italia       | 2019      |
| Udinese Calcio              | Italia       | 2020-2022 |
| Udinese Calcio              | Italia       | 2023-     |